# Матані
Матані (груз. მატანი) — село в Грузії.
За даними перепису населення 2014 року в селі проживає 4451 особа.